# Hamilton Tigers
Die Hamilton Tigers (IPA: [ˌhæməltən ˈtaɪɡəs]) waren eine professionelle Eishockeymannschaft in der National Hockey League (NHL), welche in der ersten Hälfte der 1920er Jahre in Hamilton, Ontario, Kanada spielten. Ursprünglich spielte das Team in der Stadt Québec unter dem Namen Quebec Bulldogs.

## Geschichte
Da die Quebec Bulldogs nicht ausreichend Zuschauer anziehen konnten, wurde das Team zur NHL-Saison 1920/21 an Percy Thompson von der Abso Pure Ice Company verkauft und spielte in Hamilton (Ontario) unter dem Namen Hamilton Tigers. Hamilton war zu dieser Zeit mit knapp 115.000 Einwohnern die fünftgrößte Stadt Kanadas. Die Spiele wurden in der Barton Street Arena, die ca. 4.500 Sitzplätze und 3.000 Stehplätze hatte, ausgetragen.
Man hatte das schwache Team aus Québec übernommen und auch wenn man das erste Spiel am 22. Dezember 1920 mit 5:0 gegen die Montréal Canadiens gewinnen konnte, zeigte sich bald, dass die Mannschaft nicht konkurrenzfähig war. Auf Beschluss der NHL gaben alle Teams Spieler an die Tigers ab. Außerdem verpflichtete man mit Joe Malone einen Superstar der damaligen Zeit.
Auch mit den neuen Spielern gelang kein Aufschwung und man wurde in den ersten vier Jahren in Hamilton jeweils Letzter in der NHL, die in dieser Zeit nur aus vier Teams bestand. Zur Saison 1922/23 holte man als Trainer Art Ross und versuchte auch die Mannschaft umzubauen. Unter anderem wurde Joe Malone nach Montreal abgegeben.
Erfolge stellten sich jedoch erst zur Saison 1924/25 ein, als dem Team unter dem neuen Coach Jimmy Gardiner ein furioser Start in die Saison gelang. 10 der ersten 15 Spiele wurden gewonnen und man hatte Mitte der Saison schon mehr Siege als man bisher in einer ganzen Spielzeit geschafft hatte. Auch wenn das Team in der zweiten Saisonhälfte nicht mehr so erfolgreich war, reichte es, die Saison auf Platz 1 zu beenden.
Man hoffte, dass es dem Team seit 1913 (damals noch in Québec) wieder gelingen könnte, die Finals um den Stanley Cup zu erreichen. Während die Montréal Canadiens und die Toronto St. Patricks im Halbfinale den Gegner für die NHL-Finalserie ausspielten, forderte das Team der Tigers von ihrem Manager Percy Thompson eine Gehaltsnachzahlung von 200 Dollar, weil die NHL den Spielplan von 24 auf 30 Spiele geändert hatte. Hierüber war auch NHL-Präsident Frank Calder sehr verärgert. Nachdem die Spieler einen Streik angedroht hatten, drohte Calder mit einer Sperre für alle Spieler. Man konnte sich nicht einigen und so wurden die NHL-Finals abgesagt. Als Sieger des Halbfinals vertraten die Montréal Canadiens die NHL im Kampf um den Stanley Cup und ließen mit ihrer Niederlage dort gegen die Victoria Cougars zum ersten und letzten Mal zu, dass der Stanley Cup nicht an ein Team der NHL ging.
Zur kommenden Saison hatte die NHL „Big Bill“ Dwyer eine NHL-Lizenz für die Stadt New York zugesagt. Eigentlich war geplant, dort ein fünftes Team zu platzieren. Nachdem in Hamilton jedoch auch die Pläne zum Bau eines neuen Stadions gescheitert waren, entschied man sich die Hamilton Tigers nach New York umzuziehen. Thompson erhielt 75.000 Dollar für sein Team und die Spieler erhielten in New York bis zu 200 % mehr Gehalt.

## Erfolge und Ehrungen

### Sportliche Erfolge
Der größte sportliche Erfolg war der erste Platz in der regulären Saison 1924/25. Für einen größeren Erfolg stand man sich selbst im Weg. Die Spieler streikten und verzichteten auf die Teilnahme um die Endrunde des Stanley Cups.

### NHL Awards
| Auszeichnung         | Name        | Saison  |
| -------------------- | ----------- | ------- |
| Hart Memorial Trophy | Billy Burch | 1924/25 |

In der kurzen Geschichte des Franchises gelang es Billy Burch als einzigem Spieler eine Auszeichnung zu gewinnen. Kein Spieler wurde in ein All-Star Team gewählt.

## NHL-Saisonstatistik
Abkürzungen: GP = Spiele, W = Siege, L = Niederlagen, T = Unentschieden, OTL = Niederlagen nach Overtime, SOL = Niederlagen nach Shootout, Pts = Punkte, GF = Erzielte Tore, GA = Gegentore, PIM = Strafminuten
| Saison  | GP  | W  | L  | T | OTL | SOL | Pts | GF  | GA  | PIM | Platz   | Playoffs                |
| ------- | --- | -- | -- | - | --- | --- | --- | --- | --- | --- | ------- | ----------------------- |
| 1920/21 | 24  | 6  | 18 | 0 | —   | —   | 12  | 92  | 132 | 183 | 4., NHL | nicht qualifiziert      |
| 1921/22 | 24  | 7  | 17 | 0 | —   | —   | 14  | 88  | 105 | 103 | 4., NHL | nicht qualifiziert      |
| 1922/23 | 24  | 6  | 18 | 0 | —   | —   | 12  | 81  | 110 | 188 | 4., NHL | nicht qualifiziert      |
| 1923/24 | 24  | 9  | 15 | 0 | —   | —   | 18  | 63  | 68  | 171 | 4., NHL | nicht qualifiziert      |
| 1924/25 | 30  | 19 | 10 | 1 | —   | —   | 39  | 90  | 60  | 335 | 1., NHL | Spielerstreik           |
| Gesamt  | 126 | 47 | 78 | 1 | —   | —   | 95  | 414 | 475 | 980 |         | keine Playoff-Teilnahme |

## Hall of Famers
- Billy Burch
- Babe Dye
- Shorty Green
- Joe Malone